# Ceratina aenescens
Ceratina aenescens är en biart som beskrevs av Heinrich Friese 1917. Ceratina aenescens ingår i släktet märgbin, och familjen långtungebin. Inga underarter finns listade i Catalogue of Life.